# سانجی (وان پیس)
سانجی (サンジ Sanji), با نام تولد وینسموک سانجی (ヴィンスモーク・サンジ Vinsumōku Sanji) و همچنین با نام "Black Leg" Sanji (黒足のサンジ Kuro Ashi no Sanji) نیز شناخته می‌شود، یک شخصیت داستانی در فرنچایز وان پیس ساخته‌شده توسط ائیچیرو اودا است. او اهل دریای شمال است و به عنوان عضوی از خانواده وینسموک پسر وینسموک جاج و وینسموک سورا است. 
سانجی آشپز گروه دزدان دریایی کلاه حصیری و از بهترین آشپزان جهان است. او که در دریای شمال به دنیا آمد کودکی خود را در دریای شرق، داخل رستوران باراتی، زیر نظر زفِ پاقرمز گذراند. سانجی نام «وینسموک» را کنار گذاشت اما در پوستر تحت تعقیب او، نامش را «وینسموک سانجی» نوشته بودند که این موضوع باعث ناراحتی وی شده است. سانجی همچنین یک مبارز قدرتمند و از قوی‌ترین دزدان دریایی جهان است. او به‌خاطر سبک مبارزه‌ی خود یعنی سیه‌پا (black leg) به سانجی سیه‌پا معروف شده، سبکی که آن را از زفِ پاقرمز آموخته است. سانجی معتقد است که از دستانش باید برای آشپزی استفاده کند به همین دلیل همیشه در مبارزه از پاهایش استفاده می‌کند اما گاهی اوقات با دست‌هایش پاهای خودش را در هوا نگه می‌دارد.  

## شخصیت
سانجی فردی بلندقد و لاغر است و موهای بوری دارد. او آشپزی ماهر و مبارزی توانا است که در مبارزه‌هایش فقط از پا استفاده می‌کند. نکته‌ای که چهره‌ی سانجی را از بقیه‌ی آدم‌ها متمایز می‌کند تاب ابرویش است. پوشش اصلی او معمولا کت‌وشلوار است و اغلب اوقات سیگاری گوشه‌ی لبش هست. سانجی از بچگی در رستوران باراتی کار کرده و در همان‌جا آشپزی را آموخته. 
سانجی از نظر احساسی شخصیتی بسیار عاشق‌پیشه و رمانتیک است. او در اغلب اوقات هنگام دیدن دختران به سرعت به آن‌ها دل می‌بندد و خودش را عاشق آن‌ها نشان می‌دهد.

## سرگذشت

### کودکی
سانجی در دریای شمالی و در خانواده‌ی وینسموک که خانواده‌ی سلطنتی پادشاهی جرما هستند به دنیا آمد. 
پدر او وینسموک جاج پادشاه سرزمین جرما و خود او سومین پسر خاندان بود. جاج تصمیم گرفت قبل از تولد هر کدام از فرزندانش آن‌ها را از لحاظ ژنتیکی قوی کند و در آن‌ها اصلاحات ژنتیکی انجام دهد تا توانایی‌های زیادی داشته باشند. اما مادر سانجی یعنی وینسموک سورا مخالف این تصمیم بود برای همین در زمان بارداری هر کدام از فرزندانش دارویی را مصرف کرد تا بچه‌هایش مانند انسان‌های عادی احساس داشته باشند. این مورد فقط در سانجی جواب داد و همین موضوع باعث شد تا پس از تولد سانجی سورا بسیار ضعیف شود. جاج وقتی فرزندانش بزرگ‌تر شدند به آن‌ها گفت که بدن‌شان اصلاحات ژنتیکی دارد تا آن‌ها ستون دفاعی جرما 66 باشند.خواهران و برادران سانجی که بدن‌شان به دلیل تغییرات ژنتیکی و برای تبدیل شدن به نیروی محافظت جرما 66 تکامل‌یافته بود، تمرینات خود را آغاز کردند اما سانجی به دلیل بدن عادی خود از بقیه ضعیف‌تر بود و معمولا برادران و خواهرانش او را مسخره و اذیت می‌کردند. 
سانجی بعد از ترک خانواده‌ی وینسموک به عنوان آشپز کشتی اوبرت مشغول به کار در روی دریا شد. روزی دزد دریایی بدنامی به نام زف پاقرمز که از گرند لاین برگشته بود به کشتی آن‌ها حمله کرد اما هر دو کشتی در طوفان گیر کردند و غرق شدند. با این حال زف پاقرمز سانجی را از غرق شدن نجات داد و برای نجات او پای خودش را فدا کرد. چندی بعد سانجی و زف که در جزیره‌ای از گرسنگی در حال مرگ بودند نجات یافتند. بعد از آن زف تصمیم گرفت تا رستورانی در دریا راه‌اندازی کند. او نام رستوران خود را باراتی گذاشت. 

### بزرگ شدن و ملحق شدنش به گروه کلاه حصیری
سانجی در باراتی تبدیل به آشپزی ماهر شد و توجه لوفی کلاه‌حصیری را به خود جلب کرد. او پس از شکست دادن دان‌کرگ به گروه لوفی پیوست.

## توانایی ها و شیوه های مبارزه

#### سبک سیه پا
سانجی این سبک مبارزه را از زف پاقرمز یاد گرفت و در آن بسیار ماهر شد. او معمولا در مبارزه از این سبک استفاده می کند همچنین معتقد است که دستانش برای آشپزی هستتند و هرگز از آن ها در مبارزه استفاده نمی کند با این حال گاهی اوقات از دستانش برای معلق نگه داشتن پاهایش استفاده می کند. 

#### مبارزه با چاقو
دربین دو جزیره هفت آب و انیس لابی سانجی از چاقو در مبازه استفاده کرد. 

#### پای شیطانی (Diable jamb)
در انیس لابی سانجی هنگام مبارزه با جابرا مامور CP9 از تکنیک پای شیطانی استفاده کرد 

#### جامه نامرئی «Rade suit»
سانجی با پوشیدن  raid suit می تواند خود را نامرئی کند 

#### اصلاحات ژنتیکی
سانجی هنگام نبرد با کویین در وانو احساس جدیدی کرد او با این که مورد حمله شدید قرار گرفته بود فهمید که اصلاحات ژنتیکی او نمایان شده و او اسکلتی آسیب ناپذیر دارد.  

#### افریت ژامب(Ifrit jambe)
سانجی در وانو قدرت پای شیطانی خود را افزایش داد و با استفاده از هاکی و اصلاحات ژنتیکی خود افریت ژامب را ایجاد کرد  

#### هاکی
سانجی قادر به استفاده از دو نوع هاکی است.

#### هاکی کنبوشوکو
سانجی در استفاده از این هاکی بسیار توانمند است. او استفاده از این هاکی را در زمان حضورش در پادشاهی کاماباکا یاد گرفته.

#### هاکی بوسوشوکو
سانجی اولین بار موقع مبارزه با پدرش جاج از این هاکی استفاده کرد.  

## رویا
رویای سانجی رسیدن به دریای تمام آبی است جایی که برای آشپزان مثل بهشت می ماند